# Ward One: Along the Way
Ward One: Along the Way es el primer álbum de estudio como solista del músico británico Bill Ward, publicado el 10 de enero de 1990.
Originalmente el disco presentaba una imagen de portada con un fondo blanco y motivos coloridos. Bill Ward declaró en entrevistas y en su sitio web que esta imagen no le parecía adecuada, y fue reemplazada por una reimpresión con una cubierta negra mucho más sombría. Poco después de la emisión de la tapa negra, la casa discográfica (Chameleon) cerró, y como tal, la portada negra, aunque es la preferida de Bill, es mucho más difícil de conseguir que la blanca.

## Lista de canciones
1. "(Mobile) Shooting Gallery" (Ward, Phillips, Lynch) – 5:11
2. "Short Stories" (Ward, M. Bruce) – 1:06
3. "Bombers (Can Open Bomb Bays)" (Ward, Phillips, Lynch) – 4:23
4. "Pink Clouds an Island" (Ward) – 3:15
5. "Light Up the Candles (Let There Be Peace Tonight)" (Ward, Phillips, J. Bruce) – 3:35
6. "Snakes & Ladders" (Ward, Phillips) – 6:35
7. "Jack's Land" (Ward, Yeager) – 4:41
8. "Living Naked" (Ward, Lynch) – 6:03
9. "Music For a Raw Nerve Ending" (Ward) – 2:05
10. "Tall Stories" (Ward, Lynch) – 5:04
11. "Sweep" (Ward) – 4:00
12. "Along the Way" (Ward, Phillips, Lynch) – 3:09

## Créditos
- Voces - Bill Ward; Ozzy Osbourne- "Bombers (Can Open Bomb Bays)" y "Jack's Land"; Lorraine Perry y Jack Bruce - "Light Up the Candles (Let There Be Peace Tonight)", "Tall Stories"; Rue Phillips - "Snakes and Ladders"
- Batería - Bill Ward, Eric Singer, Leonice
- Bajo - Marco Mendoza, Gordon Copley, Bob Daisley, Jack Bruce, Lee Faulkner
- Guitarra - Rue Phillips, Keith Lynch, Zakk Wylde, Malcolm Bruce, Lanny Cordola, Richard Ward
- Teclados - Mike Rodgers, Malcolm Bruce, Jimmy Yeager, Bill Ward